# Fundacja Redemptoris Missio
Fundacja Pomocy Humanitarnej Redemptoris Missio – świecka organizacja pozarządowa, której celem jest poprawa zdrowia ludności w państwach globalnego Południa poprzez działalność na rzecz ośrodków misyjnych (...) w szczególności w zakresie udzielania pomocy medycznej oraz pobudzania (...) wrażliwości wobec ludzkiego cierpienia. 

## Historia[2]
Fundacja Redemptoris Missio powstała w 1992 roku w Poznaniu. Akt fundacyjny złożyli prof. dr hab. Zbigniew Pawłowski, ks. dr Ambroży Andrzejak oraz dr Norbert Rehlis (wówczas student medycyny). Na decyzję o stworzeniu fundacji miało wpływ kilka czynników. Pierwszym był sukces zorganizowanego w poznańskiej Klinice Chorób Tropikalnych i Pasożytniczych Tygodnia Medycyny Tropikalnej, który pokazał duże zainteresowanie środowiska akademickiego tematyką pomocy medycznej w krajach misyjnych. Drugim była zorganizowana w 1991 roku wyprawa studentów Akademii Medycznej w Poznaniu do ośrodka misyjnego prowadzonego przez o. Mariana Żelazka w Indiach. W organizację wyprawy zaangażowani byli wszyscy późniejsi założyciele fundacji. Kolejnym czynnikiem mającym wpływ na powstanie Fundacji Redemptoris Missio była śmierć misjonarza ks. Marka Gmury, spowodowana zbyt późnym rozpoznaniem malarii. Przypadek ks. Gmury wskazał potrzebę lepszego przygotowania misjonarzy do pracy w krajach tropikalnych, do którego miała przyczynić się powstająca organizacja.
Ważnym wydarzeniem w historii fundacji było dołączenie do międzynarodowego zrzeszenia organizacji Medicus Mundi International, którego głównym celem jest wdrażanie idei Health for All. Pracując na rzecz realizacji wskazanego celu zrzeszenie pozostaje w relacjach ze Światową Organizacją Zdrowia (WHO). W latach 2013-2016 Fundacja uczestniczyła w finansowanym przez Komisję Europejską projekcie dotyczącym niedoboru personelu medycznego w krajach rozwijających się i problemu "drenażu mózgów". Projekt nosił nazwę "Health workers for all and all for health workers".
W 2023 fundacja otrzymała od Rady Miasta Poznania odznaczenie „Zasłużony dla Miasta Poznania” w uznaniu „dla działalności charytatywnej i pomocy niesionej najuboższym mieszkańcom świata”.

## Władze organizacji[4]

### Zarząd Fundacji
Prezes Zarządu: mgr Justyna Janiec-Palczewska
Członkowie Zarządu: dr n. med. Szymon Nowak, ks. dr hab. Marcin Wrzos, mgr Anna Kurkowiak, Anna Bońkowska.

### Rada Fundacji
Przewodniczący Rady: dr n. med. Norbert Rehlis
Członkowie Rady: prof. dr hab. Wanda Baer-Dubowska, dr Barbara Filipiak, prof. dr hab. Katarzyna Łącka, prof. dr hab. Andrzej Łukaszyk, prof. dr hab. Anita Magowska, prof. dr hab. Jerzy T. Marcinkowski, dr Arleta Matschay, prof. UM dr hab. Małgorzata Paul, prof. dr hab. Krystyna Pecold, prof. dr hab. Jana Skrzypczak, ks. dr Dawid Stelmach, lek. dent. Anna Tarajkowska, dr Bartłomiej Wróblewski, prof. dr hab. Ryszard Żaba.

## Działalność pomocowa Fundacji[2][5][6][7][8]
Najważniejsze działania fundacji dotyczą czterech obszarów tematycznych: specjalistycznych interwencji medycznych, wysyłki sprzętu medycznego i środków opatrunkowych, tworzenia infrastruktury medycznej oraz edukacji i promocji zdrowia. W wymienionych obszarach realizowane lub współorganizowane są liczne projekty i programy, z których wybrane opisano poniżej. Działania pomocowe organizowane przez Fundację Redemptoris Missio przyczyniają się do realizacji części Celów Zrównoważonego Rozwoju ONZ ujętych w dokumencie Przekształcamy nasz świat: Agenda na Rzecz Zrównoważonego Rozwoju-2030.

### Położna w Afryce
Program ma na celu poprawę kwalifikacji personelu położniczego pracującego w państwach globalnego Południa, edukację kobiet ciężarnych i młodych matek oraz wsparcie materiałowe i sprzętowe dla placówek położniczych w Afryce. W ramach programu organizowane są wyjazdy wolontariuszy-położnych i lekarzy ginekologów, którzy dotychczas pracowali w Etiopii, Kamerunie, Kenii, Madagaskarze, Rwandzie i Tanzanii.

### Kardiolog w Afryce
Program zainicjowała w 2014 roku kardiolog dr Maria Wieteska. Pierwszy projekt realizowany w ramach programu miał na celu ocenę czynników ryzyka zapadalności na choroby sercowo-naczyniowe we wschodnim Kamerunie. Przy okazji badań wyposażono lokalne ośrodki zdrowia w aparaty do elektrokardiografii, diagnozowano pacjentów i edukowano lokalny personel. Dane pozyskane podczas pierwszego projektu potwierdziły konieczność rozwijania programu Kardiolog w Afryce oraz pozwoliły konsultować pacjentów lokalnych ośrodków zdrowia za pomocą telemedycyny. W 2016 roku rozpoczęły się projekty mające na celu podniesienie poziomu opieki zdrowotnej w miejscowości Maganzo w Tanzanii. Od tego czasu zorganizowano tam kampanie diagnostyczne pod kątem wykrywania i leczenie chorób układu sercowo-naczyniowego oraz podjęto inicjatywy edukacyjne dla personelu ośrodka zdrowia. W ramach działań kardiologów w Maganzo stworzono także system konsultacji telemedycznych, którego elementem było skonstruowanie i wdrożenie stetoskopu umożliwiającego odbiór zapisu badania przeprowadzanego w Tanzanii przez lekarzy w Polsce.

### Dentysta w Afryce
Program Dentysta w Afryce rozpoczął się w 2010 roku. Pomysłodawcą i koordynatorem programu jest dentysta Konrad Rylski, który podjął się organizacji gabinetu stomatologicznego w miejscowości Abong-Mbang w Kamerunie. Do Abong-Mbang regularnie wyjeżdżają wolontariusze z Polski, którzy zapewniają ciągłość opieki stomatologicznej dla lokalnej ludności. Program sukcesywnie rozszerza swój zasięg docierając do misyjnych ośrodków zdrowia w Zambii, Nepalu i Republice Środkowoafrykańskiej.

### Projekty interwencyjne
W odpowiedzi na zapotrzebowanie zgłaszane przez misjonarzy prowadzących ośrodki medyczne fundacja realizuje projekty interwencyjne, które bywają początkiem długookresowych programów. Przykładem takiego działania był pilotażowy projekt dotyczący profilaktyki onchocerkozy przeprowadzony w Republice Środkowoafrykańskiej w 2018 roku.
Fundacja świadczy także pomoc podczas kryzysów humanitarnych. Wsparcie medyczne i materialne fundacja organizowała m.in. podczas tsunami w Indiach w 2005 r. powodzi w Serbii w 2014 r., trzęsienia ziemi w Nepalu w 2015 r.

### Praktyki wakacyjne i wolontariat medyczny
W związku z akademickimi korzeniami Fundacji Redemptoris Missio prowadzony jest program praktyk wakacyjnych w tropiku skierowany do studentów Uniwersytetu Medycznego im. Karola Marcinkowskiego w Poznaniu. Studenci lokowani w misyjnych ośrodkach medycznych, z którymi współpracuje fundacja nie tylko poznają swoją profesję w jej specyficznych warunkach, ale także pomagają w pracy lokalnemu personelowi oraz prowadzą zajęcia edukacyjne. Koniecznym warunkiem, jaki należy spełnić, aby wziąć udział w praktykach jest odbycie przynajmniej półrocznego wolontariatu w fundacji oraz przejście procesu szkoleniowego złożonego z kilku etapów. Do 2018 roku na praktyki wyjechało 81 osób do 10 państw.
Wolontariat medyczny jest skierowany do wykwalifikowanych medyków, którzy nie posiadają wieloletniego doświadczenia zawodowego, ale mogą wziąć udział w projektach trwających przynajmniej trzy miesiące. Podobnie jak w przypadku praktyk wakacyjnych wymagane jest tu przejście procesu szkoleniowo-przygotowawczego. Zakres działań podejmowanych przez wolontariuszy obejmuje udział w procesie diagnostycznym i terapeutycznym chorych z misyjnych ośrodków medycznych, edukację pacjentów, szkolenie lokalnego personelu medycznego oraz udział w opracowywaniu i wdrażaniu programów zdrowotnych.
Główną grupą, która w ramach wolontariatu świadczy z ramienia Fundacji Redemptoris Missio pomoc medyczną w obszarze globalnego Południa są specjaliści z długoletnim doświadczeniem zawodowym.
W sumie w ramach wolontariatu medycznego oraz wyjazdów specjalistów do 2018 roku fundacja zorganizowała wyprawy 65 lekarzy, 29 lekarzy dentystów, 11 pielęgniarek, 7 położnych, 2 ratowników medycznych oraz 2 specjalistów innych dziedzin – w sumie 116 medyków.

### Opatrunek na ratunek
Na podstawie wieloletniego doświadczenia oraz zapotrzebowania zgłaszanego przez polskich misjonarzy fundacja doposaża misyjne ośrodki medyczne w środki opatrunkowe i sprzęt medyczny. W latach 2010–2017 przekazano środki opatrunkowe i drobny sprzęt medyczny o łącznej wartości 731 914,97 zł, do czego nie wliczono sprzętów medycznych o znacznej wartości takich jak aparaty USG, inkubatory, stoły operacyjne, których zakup nie jest realizowany w ramach inicjatywy Opatrunek na ratunek.

### Rozwój infrastruktury medycznej
Inwestycje w infrastrukturę medyczną są odpowiedzią na potrzeby diagnozowane przez fundację we współpracy z misjonarzami. Do największych projektów zrealizowanych dotychczas przez Fundację Redemptoris Missio należy budowa i wyposażenie: Centrum Zdrowia w Kiabakari w Tanzanii, domu dziennej opieki nad dziećmi Dom z Marzeń w Kithatu w Kenii, przychodni zdrowia im. dr Wandy Błeńskiej Chata Medyka w Befasy w Republice Madagaskaru.

## Działalność wydawnicza i edukacyjna[9][10][11]
W ramach promocji odpowiedzialnego wolontariatu oraz dobrych praktyk w pomocy humanitarnej i rozwojowej, a także aby dostarczać rzetelnej wiedzy z zakresu medycyny podróży i zdrowia międzynarodowego Fundacja Redemptoris Missio podejmuje działalność wydawniczą.
W latach 2001–2019 Fundacja Redemptoris Missio wydawała kwartalnik Medicus Mundi Polonia, którego celem było przekazywanie informacji istotnych dla ochrony zdrowia oraz rozpoznawania i leczenia chorób tropikalnych. Od listopada 2019 roku ukazuje się kwartalnik kontynuujący tradycję Medicus Mundi Polonia pt. Oswoić Tropik.
W 2018 roku nakładem Wydawnictwa Uniwersytetu Medycznego im. Karola Marcinkowskiego w Poznaniu ukazała się książka pt. Medycy na misjach pod redakcją Jerzego T. Marcinkowskiego, w której autorzy: Miłosz Jakubek, Justyna Janiec-Palczewska, Jacek Jarosz i Bartosz Mroczyk zebrali relacje medyków, którzy na przestrzeni kilkunastu lat wyjeżdżali jako wolontariusze fundacji do misyjnych ośrodków medycznych.
Fundacja Redemptoris Missio od początku swojej działalności angażuje się w edukację studentów, lekarzy, pielęgniarek, położnych i misjonarzy w zakresie propedeutyki medycyny podróży oraz zdrowia międzynarodowego. W latach 1992, 1995 i 1996 Klinika Chorób Pasożytniczych i Tropikalnych AM przy współpracy z Fundacją Redemptoris Missio organizowała Tygodnie Medycyny Tropikalnej, które były fakultatywną forma dokształcania studentów ostatnich lat studiów medycznych. W latach 1997 i 1998 zmieniono formę szkolenia organizując Dni Medycyny Tropikalnej, na które zaproszono nie tylko studentów, ale również lekarzy i misjonarzy.
Od 1999 roku w ramach profesjonalnego szkolenia misjonarzy, wolontariuszy i personelu medycznego Fundacja Redemptoris Missio wraz z Katedrą i Kliniką Chorób Tropikalnych i Pasożytniczych UMP organizowała kursu Podstawowa opieka medyczna w tropiku. Kurs był organizowany do 2012 roku.
W 2013 roku Fundacja Redemptoris Missio wraz Katedrą i Kliniką Chorób Tropikalnych o Pasożytniczych UMP oraz Wielkopolską Izbą Lekarską zorganizowała kurs Kadry Medyczne dla Misji.
Dnia 14 kwietnia 2018 roku Fundacja Redemptoris Missio po raz pierwszy zorganizowała konferencję naukowo-szkoleniową Oswoić tropik. Druga konferencja Oswoić tropik odbyła się 23 marca 2019 roku. Każdego roku w gronie prelegentów znajdowali się m.in. specjaliści z Kliniki Chorób Tropikalnych UM w Poznaniu. Konferencja stanowi kontynuację tradycji szkoleniowej realizowanej od początku działalności fundacji. Wydarzenie skierowane jest do studentów kierunków medycznych, przedstawicieli zawodów medycznych, misjonarzy, podróżników oraz wszystkich osób zainteresowanych problematyką medycyny podróży i zdrowia międzynarodowego.

## Odznaczenia i nagrody

### Tym którzy czynią dobro
Każdego roku Fundacja Pomocy Humanitarnej Redemptoris Missio organizuje koncert charytatywny, podczas którego wręczane są odznaczenia Tym którzy czynią dobro. Odznaczenia wręczane są osobom i instytucjom szczególnie zaangażowanym w pomoc chorym i ubogim żyjącym w obszarze globalnego Południa. Dotychczas odznaczenia otrzymali:
– lek. med. Wanda Błeńska, 1994 r.
– prof. Stefan Stuligrosz, dr Zofia Florczak 1996 r
– o. Marian Żelazek, 1998 r.
– ks. Wojciech Łazewski, 1999 r.
– Miquel Argalow, dr Sake Rypkema, dr Edgar Widmer, 2000 r.
– zespół chirurgów pod kierownictwem prof. Michała Drewsa, ks. Aleksy Stodolny, 2002 r.
– Zakon Sióstr Misjonarek Miłosierdzia, 2004 r.
– Instytutu Misyjnego Laikatu im. dr Wandy Błeńskiej, 2005 r.
– dr Helena Pyz, 2006 r.
– organizacja Flying Medical Service z Tanzanii, 2007 r.
– ks. Wojciech Kościelniak, lek. med. Gabrielę Majkut, 2008 r.
– s. Józefina Grabowska, 2009 r.
– Orkiestra Reprezentacyjna Sił Powietrznych pod kierownictwem maj. Pawła Joksa, 2010 r.
– ks. Jan Wnęk, 2011 r.
– ks. Wojciech Wolniewicz, ks. Andrzej Marciniak, 2012 r.
– Radio Emaus, 2013 r.
– ks. dr Ambroży Andrzejak (pośmiertnie), 2014 r.
– ks. Jan Jaworski, Dorota Wojtkowiak, 2015 r.
– prof. Andrzej Łukaszyk, 2016 r.
– s. Mirosława Góra, 2017 r.
– s. Dariana Jasińska 2018 r.
– prof. Zbigniew Pawłowski (pośmiertnie), 2019 r.

### Wybrane odznaczenia i nagrody dla Fundacji Redemptoris Missio
– Bursztynowy Order Kwiatu Lotosu z Krzyżem Zasługi, 2004 r.
– Nagroda Inicjatywy 2013 Fundacji Serce dla Poznania, 2013 r.
– Nagroda im. o. Mariana Żelazka, 2016 r.
– Medal Benemerenti in Opere Evangelizationis, 2019 r.